# Kanton Calcha „K“
Der Kanton Calcha „K“ ist ein Gemeindebezirk im bolivianischen Departamento Potosí.

## Lage im Nahraum
Der Kanton (spanisch: Cantón) Calcha „K“ ist einer von zwölf Kantonen in dem Landkreis (bolivianisch: Municipio) Colcha „K“ in der Provinz Nor Lípez. Er grenzt im Norden an den Kanton Santiago, im Nordwesten an den Kanton Julaca, im Westen an den Kanton San Juan, im Südwesten an die Provinz Enrique Baldivieso, im Süden an den Kanton San Cristóbal, und im Osten an den Kanton Río Grande.
Der Kanton erstreckt sich zwischen etwa 20° 55' und 21° 08' südlicher Breite und 67° 23' und 67° 37' westlicher Länge, er misst von Norden nach Süden 28 Kilometer, von Westen nach Osten 33 Kilometer. Im südlichen Teil des Kantons liegt der Verwaltungssitz des Kantons, Calcha „K“, mit 510 Einwohnern (Volkszählung 2001). Die mittlere Höhe des Kantons ist 3700 m.

## Bevölkerung
Die Bevölkerungszahl in dem Kanton lag bei der Volkszählung 2001 bei 617 Einwohnern.

## Gliederung
Der Kanton ist nicht in Subkantone (bolivianisch: vicecantones) untergliedert. Er besteht aus den folgenden Ortschaften (localidades):
- Calcha „K“ – 510 Einwohner (2001)
- Comunidad Serena Vinto – 96 Einw.
- Chocos – 5 Einw.
- Wasa Calcha – 2 Einw.
- Estancia Irpani – 2 Einw.
- Estancia Santa Ana – 2 Einw.